# Simulium chaquense
Simulium chaquense är en tvåvingeart som beskrevs av Coscaron 1971. Simulium chaquense ingår i släktet Simulium och familjen knott. Inga underarter finns listade i Catalogue of Life.